# SolydXK
SolydXK is een Nederlandse Linuxdistributie gebaseerd op Debian.
SolydXK is een stabiel, veilig en gebruiksvriendelijk besturingssysteem met een eenvoudige desktopomgeving voor kleine bedrijven, non-profit organisaties en thuisgebruikers.
SolydXK bevat naast veel vrije software uit de Debian-repositories, ook propriëtaire software, zoals Adobe Flash, Steam en optionele closed-source-drivers, die het gebruik van praktisch alle multimediasoftware en het spelen van video games, op een Linuxplatform mogelijk maken.

## Geschiedenis
SolydXK is in 2012 ontstaan uit een niet-officiële versie van Linux Mint Debian Edition (LMDE) met een KDE Plasma 4 desktop.
In november 2012 staakte Linux Mint het onderhoud van de KDE- en Xfce-versies van LMDE. SolydXK begon eind 2012 de Xfce- en KDE-desktopomgevingen te ondersteunen, waarbij "SolydX" verwijst naar de Xfce-versie, terwijl "SolydK" verwijst naar de KDE-versie. De naam van het SolydXK-project is samengesteld uit deze twee namen.

## Kenmerken
De twee officiële edities van SolydXK, SolydX en SolydK, zijn beschikbaar als 64-bit live-cd met een installatieprogramma. Daarnaast is er sinds juni 2015 een SolydX RPI editie voor de Raspberry Pi.
SolydX en SolidK worden geïnstalleerd met standaardsoftware zoals Firefox, AbiWord/LibreOffice, XChat/Quassel, Pidgin/Kopete en GIMP voor verschillende, veelvoorkomende taken. Bij beide edities wordt Steam, PlayOnLinux en een driver manager geïnstalleerd voor de best mogelijke gaming prestaties.
Oorspronkelijk was SolydXK gebaseerd op Debian Testing, maar sinds januari 2015 is SolydXK gebaseerd op Debian Stable.
Er zijn ook Community Editions, die niet officieel getest of ondersteund worden door het SolydXK-team. Voorbeelden hiervan zijn de SolydXK Enthusiast's Edition, versies van SolydX en SolydK die op Debian Testing zijn gebaseerd, en de 32-bits communityedities.